# 2407-es mellékút (Magyarország)
A 2407-es számú mellékút egy négy számjegyű mellékút Nógrád vármegyében, a Mátra nyugati lábainál.

## Nyomvonala
A 2408-as útból ágazik ki, annak 1+700-as kilométerszelvénye közelében, Pásztó területén, dél felé. 3,5 kilométer megtétele után lép át Szurdokpüspöki területére. Ott előbb Zagyvaszentjakab településrészen húzódik végig (nagyjából az 5-7. kilométerei között), majd beér a község központjába és ott, a 2406-os útba torkollva ér véget. Az országos közutak térképes nyilvántartását szolgáló kira.gov.hu adatbázisa szerint a teljes hossza 7,603 kilométer.

## Története
1934-ben a kereskedelem- és közlekedésügyi miniszter 70 846/1934. számú rendelete másodrendű főúttá nyilvánította, a maival egyezően 21-es útszámozást viselő főút részeként. Egy dátum nélküli, feltehetőleg 1950 körül készült térkép ugyancsak a 21-es főút részeként tünteti fel. Csak a 21-es út jelenlegi, településeket elkerülő nyomvonalának forgalomba helyezése után minősítették mellékúttá.